# Saved from Court Martial
Saved from Court Martial è un cortometraggio muto del 1912 diretto da Kenean Buel, prodotto dalla Kalem Company. Distribuito in sala dalla General Film Company il 31 agosto 1912, il film era interpretato da Guy Coombs.

## Trama
Trama in inglese su Stanford University

## Produzione
Il film fu prodotto dalla Kalem Company.

## Distribuzione
Distribuito dalla General Film Company, il film - un cortometraggio in una bobina - uscì nelle sale cinematografiche USA il 31 agosto 1912.